# Grand Beatbox Battle
Grand Beatbox Battle (couramment abrégé GBB) est une compétition internationale et annuelle de beatbox organisée par Swissbeatbox. Avec le championnat triennal Beatbox Battle World, il est considéré comme l'un des événements de beatboxing les plus importants.[réf. nécessaire] La compétition organise plusieurs tournois pour différentes formes et catégories de beatboxing qui incluent: Solo (ou Showcase), Loopstation, Tag Team, Producer et Crew.  
L'événement suit un format de tournoi traditionnel, où les compétiteurs se relaient sur une scène, et où un panel de juges vote pour le vainqueur. Pour se qualifier pour la partie tournoi, les beatboxers du monde entier doivent soumettre des "wildcards" en ligne pour une invitation, ainsi que passer un tour d'élimination.  

## Histoire
Le Grand Beatbox Battle (initialement abrégé GBB) a été organisé pour la première fois en Suisse en 2009 par Swissbeatbox, une organisation de beatbox avec une chaîne YouTube dirigée par Andreas "Pepouni" Fraefel. En 2011, l'événement est devenu international.
L'événement est diffusé en direct sur YouTube et sur d'autres plateformes, et des versions modifiées des battles et des éliminations sont mises en ligne périodiquement après l'événement. En plus des battles, la chaîne YouTube de Swissbeatbox présente des beatboxers talentueux issus du monde entier.
Fraefel a annoncé que l'édition 2020 serait reportée d'avril à août puis d'août à décembre et enfin est annulée en raison des inquiétudes suscitées par la pandémie de COVID-19. 
L'édition 2022 est annulée pour cause de "restructuration interne". 

## Format

### Wildcards et Eliminations
Pour rejoindre le GBB en tant que compétiteurs, les beatboxers doivent poster une vidéo d'eux-mêmes réalisant une routine de beatbox non éditée et la soumettre à Swissbeatbox pour jugement. Tout le monde peut soumettre une wildcard, mais il n'y a que 12 places disponibles pour la phase éliminatoire. Normalement, les 4 meilleurs beatboxers de la compétition de l'année précédente reçoivent automatiquement une invitation et n'ont pas besoin de soumettre un caractère générique.
Lors de la première phase de l'évènement, chaque beatboxer participe à une phase «Elimination», où il exécute une routine sans adversaire. Les juges décident ensuite du placement dans le top 8 pour disputer le titre de champion GBB.
Les juges des battles sont généralement d'anciens vainqueurs du GBB ou d'une autre compétition de beatbox, ou bien des personnes estimées au sein de la communauté du beatbox. Il y a généralement un nombre impair de juges pour minimiser les combats à égalité. Souvent, les juges effectueront des « showcases » (performances) pour divertir pendant l'événement et montrer leur capacité de beatboxing. 

### Événements

#### Solo
Il s'agit de la forme la plus traditionnelle des battles de beatbox. Le Solo battle suit la formule d'une battle de rap, où deux beatboxers s'affrontent sur deux rounds chacun. Les juges votent ensuite quel compétiteur passe au tour suivant. 

#### Loopstation
Une Loopstation battle est un type de battle où les beatboxers utilisent une loopstation (Boss RC-505), ainsi que d'autres matériels, pour boucler, ajouter des effets et ajouter d'autres modifications. Le format voit s'affronter deux beatboxers sur deux rounds chacun, et les juges votent ensuite quel compétiteur passe au tour suivant. 

#### Tag Team
Une Tag Team battle reprend les règles du Solo battle, mais cette fois ce sont deux équipes qui s'affrontent, composées chacune de deux beatboxers. Le format reste en deux rounds pour chaque équipe, suivis par le vote des juges. 

#### Tag Team Loopstation et Crew
En 2020, Swissbeatbox a annoncé une nouvelle catégorie, une combinaison des formats Tag Team et Loopstation : la Tag Team Loopstation battle. Ainsi, deux beatboxers utilisent deux loopstations en même temps. De plus, un format Crew a également été annoncé, où des équipes de 3 à 5 beatboxers devraient s'affronter sur scène. 
U18 et Producer
En 2023 arrivent deux nouvelles catégories. Tout d'abord la catégorie U18 (moins de 18 ans), un format identique à celui du solo qui permet aux jeunes talents de gagner en visibilité. Et ensuite le format appelé "Producer", qui permet aux utilisateurs de Loopstation d'y ajouter d'autres appareils pour ajouter plus d'effets et optimiser le rendu final. L'objectif y est plutôt d'améliorer le mixage pour rendre le tout plus ressemblant à de la musique électronique. 

#### 7 to Smoke Afterparty
Après le GBB a lieu une plus petite série de battles appelée "7toSmoke". Comme son nom l'indique, 7 beatboxers s'affrontent dans un format Solo très dynamique : un seul round par compétiteur, le gagnant d'une battle reste sur scène et voit se présenter l'adversaire suivant, ainsi de suite jusqu'à ce qu'un beatboxer ait accumulé 7 victoires, il est alors déclaré vainqueur et se voit parfois qualifié d'office pour la phase éliminatoire du GBB de l'année prochaine.

## Résultats
| Solo (Showcase) |                |                                                   |                                                                       |
| Année           | Champion       | Finalistes                                        | Juges                                                                 |
| 2009            | Marzel         | - 2e - Knackeboul                                 | - ZeDe - ROE - Ciaccolo - Camero - Stella - Hampi                     |
| 2010            | Marzel         | - 2e - BeatBrenning                               | - Beelow - Camero - Stella & Hampi - ROE - Chocolococolo - Knackeboul |
| 2011            | SkilleR        | - 2e - KRNFX                                      | - ZeDe - Lytos - Beelow - Camero - NeXor - DoubleBox                  |
| 2012            | Ball-Zee       | - 2e - SkilleR                                    | - ZeDe - Beelow - K.I.M. - Steff la Cheffe                            |
| 2013            | Dharni         | - 2e - Alem - 3e - Two.H - 4e - K.I.M             | - Ball-Zee - Beelow - BMG - Vahtang - ZeDe                            |
| 2014            | Dharni         | - 2e - Two.H - 3e - K.I.M. - 4e - Alexinho        | - Reeps One - Beelow - Babeli - SkilleR - Alem - Phil Merk            |
| 2015            | Gene Shinozaki | - 2e - Efaybee - 3e - Jayton - 4e - Babeli        | - Beelow - Faya Braz - Alem - Dharni - ZeDe - Ball-Zee                |
| 2016            | Kenny Urban    | - 2e - NaPoM - 3e - Gene Shinozaki - 4e - Babeli  | - Beelow - Mando - ZeDe - Alem - SkilleR - Reeps One                  |
| 2017            | NaPoM          | - 2e - Hiss - 3e - Alexinho - 3e - Trung Bao      | - Alem - Beatness - Wawad - Gene Shinozaki - ZeDe                     |
| 2018            | Codfish        | - 2e - D-Low - 3e - Hiss - 4e - Bataco            | - Kenny Urban - NaPoM - Zhang Ze - Alexinho - ZeDe - KRNFX            |
| 2019            | D-Low          | - 2e - Tomazacre - 3e - B-Art - 4e - Codfish      | - Reeps One - Dharni - SkilleR - Pe4enkata - ZeDe                     |
| 2020 (Online)   | Zer0           | - 2e - Vocodah - 3e - NaPoM - 4e - Cloud          | - Chris Celiz - Dharni - K.I.M - Reeps One - SkilleR                  |
| 2021            | Colaps         | - 2e - River' - 3e - FootboxG - 4e - King Inertia | - Reeps One - D-Low - Pe4enkata - Kenny Urban - ZeDe                  |
| 2023            | River'         | - 2e - NaPoM - 3e - Wing - 4e - Abo Ice           | - Alexinho - SkilleR - D-Low - Wawad - Gene Shinozaki                 |
| 2024            | Julard         | - 2e - Osis - 3e - Remix - 4e - KAJI              | - Colaps - FootboxG - Dharni - Hiss - NaPoM                           |

| Solo Loopstation |           |                                                     |                                                         |
| Année            | Champion  | Finalistes                                          | Juges                                                   |
| 2013             | Grison    | - 2e - Faya Braz - 3e - Camero - 4e - Slizzer       | - Ball-Zee - Beelow - BMG - Vahtang                     |
| 2014             | Faya Braz | - 2e - Hobbit                                       | - Reeps One - Beelow - Vahtang - SkilleR - Alem         |
| 2015             | Mando     | - 2e - Penkyx - 3e - Wawad - 4e - MB14              | - Beelow - Bal-Zee - Faya Braz - Alem - Dharni - ZeDe   |
| 2016             | Thorsen   | - 2e - Tioneb - 3e - Ibarra - 4e - MB14             | - ZeDe - SkilleR - Alem - Reeps One - Mando - Beelow    |
| 2017             | Saro      | - 2e - Tioneb - 3e - MB14 - 4e - Penkyx             | - Wawad - Alem - Faya Braz - Dharni - Gene Shinozaki    |
| 2018             | Beatness  | - 2e - Balance - 3e - NME - 4e - Ibarra             | - Saro - Alexinho - ZeDe - Thorsen - KRNFX - Zhang Ze   |
| 2019             | Rythmind  | - 2e - NME - 3e - Inkie - 4e - So-So                | - MB14 - Sam Perry - Tom Thum - Beardyman - The Petebox |
| 2020 (Online)    | Frosty    | - 2e - Brez - 3e - Kristóf - 4e - RUSY              | - Beatness - Gene Shinozaki - MB14 - Tom Thum - ZeDe    |
| 2021             | Bizkit    | - 2e - Frosty - 3e - Rythmind - 4e - Chris TheOdian | - Saro - Beatness - Inkie - The Petebox - Zede          |
| 2023             | Robin     | - 2e - Matej - 3e - Bizkit - 4e - AVH               | - Saro - Beardyman - Rythmind - Kristóf - Tom Thum      |
| 2024             | Yaswede   | - 2e - Matej - 3e - Raje - 4e - Syjo                | - BizKit - Robin - Frosty - Slizzer - Tioneb            |

| Tag Team |                                      | |                                                          |
| Année    | Champions                            | Finalistes | Juges                                                    |
| 2016     | Fabulous Wadness (Wawad et Beatness) | - 2e - Costik Storm (Alexinho et Efaybee) - 3e - Mad Twinz (Pash et Jayton) - 4e - Spider Horse (Gene et Chris Celiz) | - ZeDe - Reeps One - Pe4enkata - Mando - Beelow          |
| 2017     | Mad Twinz (Pash et Jayton)           | - 2e - A&Z (Zhang Ze et Ah Xin) - 3e - Spider Horse (Gene et Chris Celiz) - 4e - Costik Storm (Alexinho et Efaybee)   | - Wawad - Beatness - Alem - Dharni - ZeDe                |
| 2018     | Spider Horse (Gene et Chris Celiz)   | - 2e - Kotcha (D-Low et Frosty) - 3e - K-Pom (NaPoM et Kenny Urban) - 4e - Bery (Beatness et Rythmind)                | - Pash - Jayton - Alexinho - Saro - Thorsen              |
| 2019     | Uniteam (Alem et Alexinho)           | - 2e - Middle School (FootboxG et Supernova) - 3e - Kotcha (D-Low et Frosty) - 4e - 16BitZee (Hobbit et Ball-Zee)     | - Pash - Jayton - Gene Shinozaki - Chris Celiz - Slizzer |
| 2021     | Middle School (FootboxG & Supernova) | - 2e - Rogue Wave (River' & Colaps) - 3e - Rofu (Fuga & HIRO) - 4e - ONII-CHAN (Chezame & SXIN)                       | - D-low - Kenny Urban - Chris Celiz - Beatness - BMG     |
| 2023     | Rogue Wave (River' & Colaps)         | - 2e - Jairo (Yamori & John-T) - 3e - Rofu (Fuga & HIRO) - 4e - Jackpot (Wing & Hellcat)                              | - Pe4enkata - Supernova - Alem - Jayton - Pash           |
| 2024     | Jairo (Yamori & John-T)              | - 2e - Fresh Tonic (PacMax & Bookie Blanco) - 3e - MiCo (Mizuki & CoLoA) - 4e - Future Monster (CJ & KARA)            | - BootboxG - River' - Frosty - HIRONA - Chris Celiz      |

| Tag Team Loopstation |                      |                                                                            |                                                     |
| Année                | Champions            | Finalistes                                                                 | Juges                                               |
| 2021                 | SORRY (SO-SO & Rusy) | - 2e - Bery (Beatness & Rythmind) - 3e - Scam Talk (BreZ & Chris TheOdian) | - Saro - Inkie - Gene Shinozaki - THePETEBOX - ZeDe |

| Crew  |                                                   | |                                                           |
| Année | Champions                                         | Finalistes | Juges                                                     |
| 2021  | MOM (Geo Popoff, Eon, & Slizzer)                  | - 2e - SARUKANI (SO-SO, Rusy, Kohey, & KAJI) - 3e - S.Q.U.I.D (Efaybee, Orfey, Robin, Chris TheOdian, & BreZ) - 4e - The Razzzones (Chlorophil, Rapha, Johannes Welz, & Kays Elbeyli) | - MC Zani - Beasty - Kenny Urban - Chris Celiz - Beatness |
| 2023  | SARUKANI (SO-SO, Rusy, Kohey, & KAJI)             | - 2e - MOM (Geo Popoff, Eon, & Slizzer) - 3e - End of the Game (K.I.M., Faya Braz, Colaps & Scouilla) - 4e - YA NA HA (Helium, Vahtang, Andrey Grizz-Lee & Taras Stanin)              | - Hobbit - NeXor - Amit - Wawad - Sh0h                    |
| 2024  | Kowler Rangers (Osy, Epock, Tunecinoo & AëlMight) | - 2e - Me0ne (Kristof, Raptor, Blaz & Shackle) - 3e - Sound of Sony Ω (Shinayaaa, Bly Crepsley & fkd) - 4e - The Young Drug (Kawai Senpai, Vinzayn, Ani & Wah Da Fu)                  | - Chris Celiz - Colaps - Slizzer - Dharni - SO-SO         |

| U18   |          |                                            |                                             |
| Année | Champion | Finalistes                                 | Juges                                       |
| 2023  | Julard   | - 2e - Marvelous - 3e - Lennsi - 4e - Wand | - Pe4enkata - SkilleR - D-Low - Zede - Alem |

| Producer |          |                                             |                                                |
| Année    | Champion | Finalistes                                  | Juges                                          |
| 2023     | SyJo     | - 2e - KBA - 3e - Kaos - 4e - FriiDon       | - Tioneb - Beardyman - Inkie - Zede - Tom Thum |
| 2024     | KBA      | - 2e - - Antrix - 3e - - Syjo - 4e - - Kaos | - Jayton - Pash - Tioneb - Robin - Frosty      |

| 7 To Smoke |              |                                                             |
| Année      | Champion     | Juges                                                       |
| 2015       | Alem         | - Mando - ZeDe - Tyte - Funkaztek - Big Ben                 |
| 2016       | Alexinho     | - Babeli - BMG - Kaz - Funkaztek - Gene                     |
| 2017       | Alexinho     | - NaPoM - Keumart - B-Art - Funkaztek - Xin Wang            |
| 2018       | Colaps       | - Beatness - Chris Celiz - Show-Go - Ghiizmo                |
| 2019       | Zekka        | - B-Art - Frosty - MB14 - Colaps - Chezame                  |
| 2021       | King Inertia | - Chezame - SXIN - Asher The Smasher - FoolInAction - D-Koy |
| 2023       | Alexinho     | - FootboxG - NeXor - Alem - Funkaztek - Dilip               |
| 2024       | NaPoM        | - BizKit - Scott Jackson - Alexinho - Geo Popoff - Eon      |